# Grupo Especializado de Fiscalização

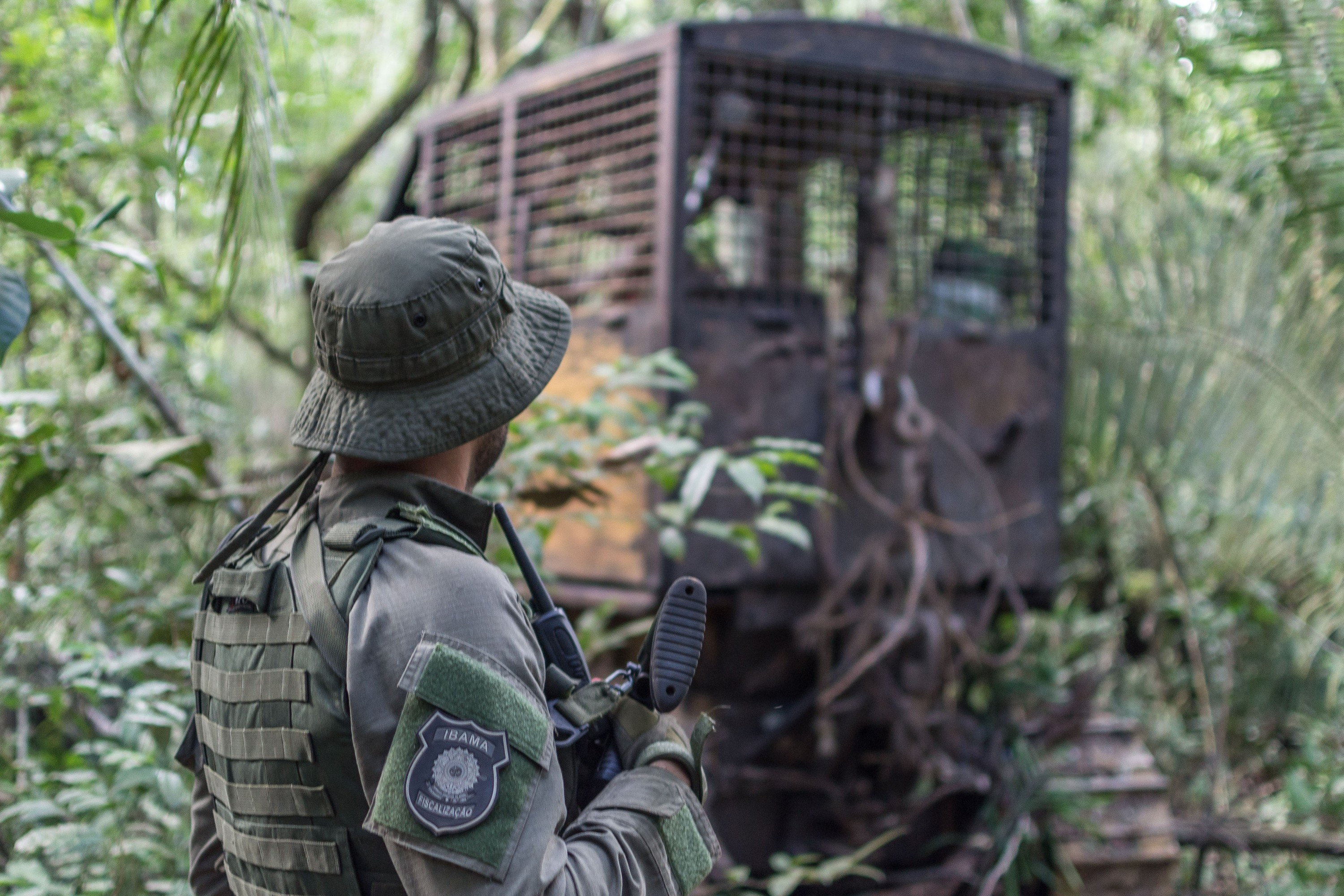
Agente do Grupo Especializado de Fiscalização Instituto Brasileiro do Meio Ambiente e dos Recursos Naturais Renováveis

O Grupo Especializado de Fiscalização (GEF) é uma unidade de Operações Especiais do Instituto Brasileiro do Meio Ambiente e dos Recursos Naturais Renováveis do Brasil. O grupo foi idealizado como uma força de elite capaz de combater o crime organizado na área ambiental, atuando em todos os biomas brasileiros.

## História
O Grupo Especializado de Fiscalização foi criado no fim de 2013, começaram a atuar em 2014, trazendo novo padrão de inteligência ambiental e precisão nas operações para combater grandes atividades ilegais - como invasão, grilagem, desmate, extração de madeira e garimpo. A equipe recebeu treinamento de táticas de policiais especiais e foi uma dos principais responsáveis por desmantelar atividades ilegais envolvendo crimes ambientais.

## Atividades
As operações são planejadas de modo sigiloso por meses. Após fazerem a investigação e terem todas as informações sobre a atividade criminosa, preparam a operação no local, O GEF utiliza de helicópteros, neutralizam acampamentos, tiram armas de quem está trabalhando no local, avaliam os equipamentos e, na impossibilidade de apreensão, o GEF tem a autorização legal para destruí-los como prevê o Decreto 6.514, de 2008.
Entre 2014 e 2019 o Grupo Especializado de Fiscalização do Ibama desativou mais de 200 frentes ilegais de exploração madeireira e mineral em áreas de preservação e terras indígenas.